# Młodzieżowe Mistrzostwa Polski Par Klubowych na Żużlu 2018
Młodzieżowe Mistrzostwa Polski Par Klubowych na Żużlu 2018 – zawody żużlowe, mające na celu wyłonienie medalistów młodzieżowych mistrzostw Polski par klubowych w sezonie 2018. Rozegrano trzy turnieje eliminacyjne oraz finał, w którym zwyciężyli żużlowcy Fogo Unii Leszno.

## Finał
- Gorzów Wielkopolski, 20 lipca 2018
- Sędzia: b.d.

| Miejsce | Kluby                                | Suma | Zawodnicy                                             | Punkty                                           |
| ------- | ------------------------------------ | ---- | ----------------------------------------------------- | ------------------------------------------------ |
| złoto   | Fogo Unia Leszno                     | 30   | Bartosz Smektała Dominik Kubera Szymon Szlauderbach   | 16 (3,2,3,3,2,3) 14 (2,3,2,2,3,2) ns             |
| srebro  | Cash Broker Stal Gorzów Wielkopolski | 21   | Rafał Karczmarz Hubert Czerniawski Mateusz Bartkowiak | 9 (3,0,3,2,0,1) 12 (2,1,2,3,2,2) ns              |
| brąz    | Betard Sparta Wrocław                | 19   | Patryk Wojdyło Przemysław Liszka                      | 5 (2,1,d,1,0,1) 14 (1,3,3,3,1,3)                 |
| 4       | Falubaz Zielona Góra                 | 17   | Sebastian Niedźwiedź Mateusz Tonder                   | 15 (1,3,2,3,3,3) 2 (0,1,0,0,1,0)                 |
| 5       | forBET Włókniarz Częstochowa         | 13   | Michał Gruchalski Bartosz Świącik Mateusz Świdnicki   | 13 (3,3,1,1,2,3) 0 (0,0,d,–,–,u) 0 (–,–,–,0,0,–) |
| 6       | ROW Rybnik                           | 13   | Lars Skupień Robert Chmiel Przemysław Giera           | 5 (t,2,w,1,2,–) 8 (1,1,2,2,1,1) 0 (–,–,–,–,–,0)  |
| 7       | Grupa Azoty Unia Tarnów              | 12   | Patryk Rolnicki Mateusz Cierniak Dawid Knapik         | 9 (2,2,1,1,3,–) 2 (0,0,0,–,0,2) 1 (–,–,–,0,–,1)  |

Bieg po biegu:
1. (60,21) Gruchalski, Wojdyło, Liszka, Świącik
2. (60,36) Karczmarz, Czerniawski, Chmiel, Skupień (t)
3. (60,29) Smektała, Kubera, Niedźwiedź, Tonder
4. (60,49) Liszka, Rolnicki, Wojdyło, Cierniak
5. (61,02) Gruchalski, Skupień, Chmiel, Świącik
6. (60,59) Kubera, Smektała, Czerniawski, Karczmarz
7. (60,91) Niedźwiedź, Rolnicki, Tonder, Cierniak
8. (61,21) Liszka, Chmiel, Skupień (w), Wojdyło (d)
9. (60,88) Karczmarz, Czerniawski, Gruchalski, Świącik (d)
10. (60,24) Smektała, Kubera, Rolnicki, Cierniak
11. (60,89) Liszka, Niedźwiedź, Wojdyło, Tonder
12. (60,97) Smektała, Kubera, Gruchalski, Świdnicki
13. (61,07) Niedźwiedź, Chmiel, Skupień, Tonder
14. (61,02) Czerniawski, Karczmarz, Rolnicki, Knapik
15. (61,11) Kubera, Smektała, Liszka, Wojdyło
16. (61,30) Niedźwiedź, Gruchalski, Tonder, Świdnicki
17. (61,37) Rolnicki, Skupień, Chmiel, Cierniak
18. (61,45) Liszka, Czerniawski, Wojdyło, Karczmarz
19. Gruchalski, Cierniak, Knapik, Świącik (u)
20. (61,92) Smektała, Kubera, Chmiel, Giera
21. (61,35) Niedźwiedź, Czerniawski, Karczmarz, Tonder